# Leucospermum patersonii
Leucospermum patersonii är en tvåhjärtbladig växtart som beskrevs av Henry Phillips. Leucospermum patersonii ingår i släktet Leucospermum och familjen Proteaceae. Inga underarter finns listade i Catalogue of Life.